# ミヒャエル・グレゴリッチュ
ミヒャエル・グレゴリッチュ（Michael Gregoritsch 、1994年4月18日 - ）は、オーストリア・グラーツ出身のプロサッカー選手。オーストリア代表。ブンデスリーガ・SCフライブルク所属。ポジションはFW。

## 経歴
2008年カプフェンベルガーSVの下部組織に入団。2010年チームはオーストリア・ブンデスリーガに昇格。4月14日のFKアウストリア・ウィーン戦で初出場・初得点し、オーストリア・ブンデスリーガ史上最年少得点記録(15歳361日)を樹立した。
2011年6月28日、TSG1899ホッフェンハイムに移籍、4年契約を結んだ。なお初年度はレンタルの形でカプフェンベルガーに残留した。ホッフェンハイムには4シーズン在籍したものの、トップチームでの出番は無かった。
2015年5月、レンタルで加入していたFCザンクトパウリに完全移籍したが、2015-16シーズン開幕前の7月にハンブルガーSVに移籍した。
2017年7月、FCアウクスブルクに移籍。2019年12月23日、シャルケ04にレンタル移籍。
2022年7月8日、SCフライブルクに移籍することが発表された。

## 代表歴
各年代でオーストリア代表に選出されている。
2016年8月末にフル代表チームに初めて招集され、9月5日の2018 FIFAワールドカップ・ヨーロッパ予選のジョージア代表戦でフル代表デビューを飾った。 2021年5月、UEFA EURO 2020に臨む代表メンバーに選出された。同大会では3試合に出場し、グループリーグ第1試合の北マケドニア代表戦で1ゴールを決めた。 
代表選でのゴール
| No. | 開催日         | 会場                         | 対戦国         | 得点 | 結果 | 試合概要                      |
| --- | -------------- | ---------------------------- | -------------- | ---- | ---- | ----------------------------- |
| 1   | 2018年3月27日  | スタッド・ヨジー・バーテル   | ルクセンブルク | 3–0  | 4–0  | 親善試合                      |
| 2   | 2019年9月6日   | レッドブル・アレーナ         | ラトビア       | 6–0  | 6–0  | UEFA EURO 2020予選            |
| 3   | 2020年9月4日   | ウレヴォール・スタディオン   | ノルウェー     | 1–0  | 2–1  | UEFAネーションズリーグ2020-21 |
| 4   | 2020年10月11日 | ウィンザー・パーク           | 北アイルランド | 1–0  | 1–0  | UEFAネーションズリーグ2020-21 |
| 5   | 2021年6月13日  | スタディオヌル・ナツィオナル | 北マケドニア   | 2–1  | 3–1  | UEFA EURO 2020                |